# Д’Алкен, Гунтер
Гунтер д’Алкен (нем. Gunter d’Alquen; 24 октября 1910, Эссен, Пруссия — 15 мая 1998, Мёнхенгладбах, Северный Рейн-Вестфалия), журналист, главный редактор центрального органа СС — газеты «Черный корпус» («Das Schwarze Korps»; 1 марта 1935 года — 8 мая 1945 года), штандартенфюрер СС (30 января 1937 года).

## Биография
Сын торговца шерстью и офицера запаса Карла д’Алкена. Получил образование в реальной гимназии. В августе 1925 года вступил в гитлерюгенд, в декабре 1926 года — в СА, 27 августа 1928 года — в НСДАП (билет № 64 689), 10 апреля 1931 года — в СС (билет № 8452). Активно печатался в нацистской прессе, в том числе в «Бременской национал-социалистической газете» («Bremer Nationalsozialistische Zeitung»), в 1931—1932 годах — помощник редактора. С 1932 года — политический обозреватель «Фёлькишер Беобахтер» («Völkischer Beobachter»), издававшейся в Мюнхене, а с октября 1933 года — в Берлине. Одновременно в 1932—1943 гг. был руководящим сотрудником центрального издательства НСДАП «Франц Эхер» («Franz Eher Verlag GmbH»).
Ещё в августе 1933 года был привлечён к работе в СД, в октябре 1933 года был уволен из «Фёлькишер Беобахтер» за критику политики НСДАП. Тем не менее, в 1933—1945 годах носил звание «политического обозревателя 1-го класса» в «Фёлькишер Беобахтер». 1 марта 1935 года при поддержке начальника Главного управления СС Курта Виттйе был назначен рейхсфюрером СС Генрихом Гиммлером главным редактором только что созданного центрального органа СС — газеты «Дас шварце кор» («Das Schwarze Korps») и оставался на этом посту до конца войны, член Имперского сената культуры.
Ведущий публицист СС. Составил и издал большое число работ, прославлявших деятельность отрядов СС на Западе и Востоке, в том числе: «СС. История, задачи и организация охранных отрядов НСДАП» (1939 г.); «Это победа» (1940 г.); «Войска СС на Западе» (1941 г.) и др. Одновременно с 29 октября 1935 по 15 апреля 1943 года числился в штабе Главного управления СД.
С началом Второй мировой войны в сентябре 1939 года отправился на фронт в качестве военного корреспондента 9-го пехотного полка. С 1 января 1940 года — командир военно-информационной роты частей усиления СС. 1 марта 1940 вступил в «Лейбштандарт Адольф Гитлер» в чине унтерштурмфюрера резерва. С 1 апреля 1940 года по 7 ноября 1943 года — командир военно-информационного батальона СС. 15 апреля 1943 года зачислен в Личный штаб рейхсфюрера СС, одновременно до 1 ноября 1944 года руководил отделом военных корреспондентов во 2-й управленческой группе Главного оперативного управления СС. С 7 ноября 1943 по 1 сентября 1944 года — командир штандарта СС «Курт Эггерс». В апреле 1945 года назначен начальником отдела пропаганды Верховного командования вермахта.
После окончания войны жил в ФРГ. В начале 1950-х годов входил в заговорщицкую нацистскую организацию «Кружок Наумана» — группу деятелей эпохи нацистской Германии, сплотившихся вокруг бывшего статс-секретаря Имперского министерства народного просвещения и пропаганды Вернера Наумана, пытавшуюся возглавить неонацистское движение в ФРГ и использовать структуры СвДП для проникновения нацистов в органы власти ФРГ.
В июле 1955 года Берлинским судом по денацификации был приговорён к денежному штрафу в размере 60 тыс. немецких марок, лишению права на пенсию и лишению на 3 года гражданских прав. Д’Алкен был признан виновным в том, что, играя в системе СС значительную роль, занимался пропагандой войны, расизма, травлей против церкви и евреев, призывал к убийствам. После последующих выяснений относительно доходов д’Алкена от этой его деятельности в январе 1958 года он был ещё приговорён к денежному штрафу в размере 28 тыс. немецких марок.